# Doridoidea
Doridoidea Rafinesque, 1815 è una superfamiglia di molluschi nudibranchi del sottordine Doridina.

## Tassonomia
La superfamiglia comprende le seguenti famiglie:
- Discodorididae Bergh, 1891
- Dorididae Rafinesque, 1815

In passato venivano incluse in questa superfamiglia anche le famiglie Actinocyclidae, Cadlinidae e Chromodorididae, attualmente attribuite alla superfamiglia Chromodoridoidea.

### Alcune specie

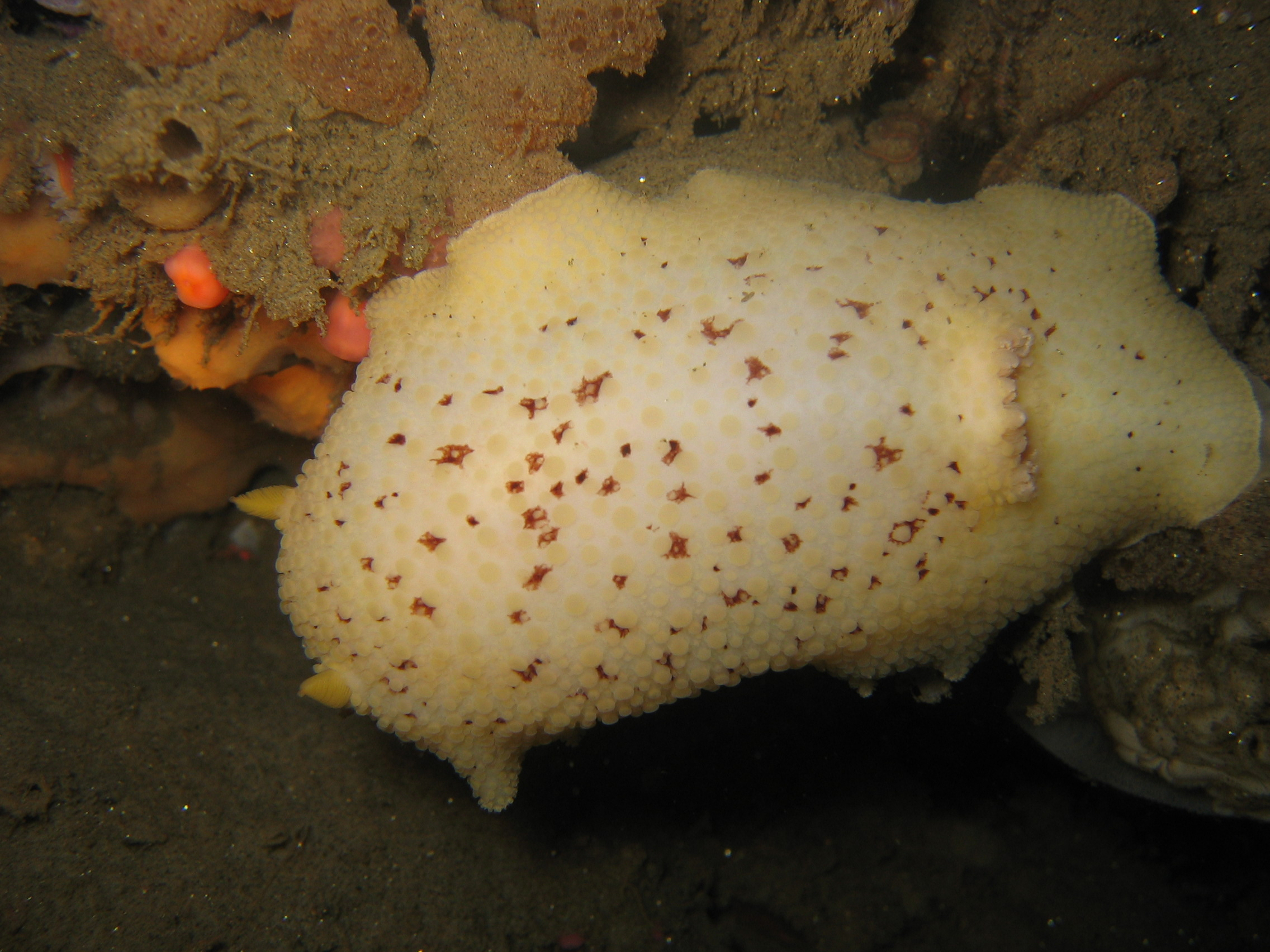
Diaulula nobilis Discodorididae
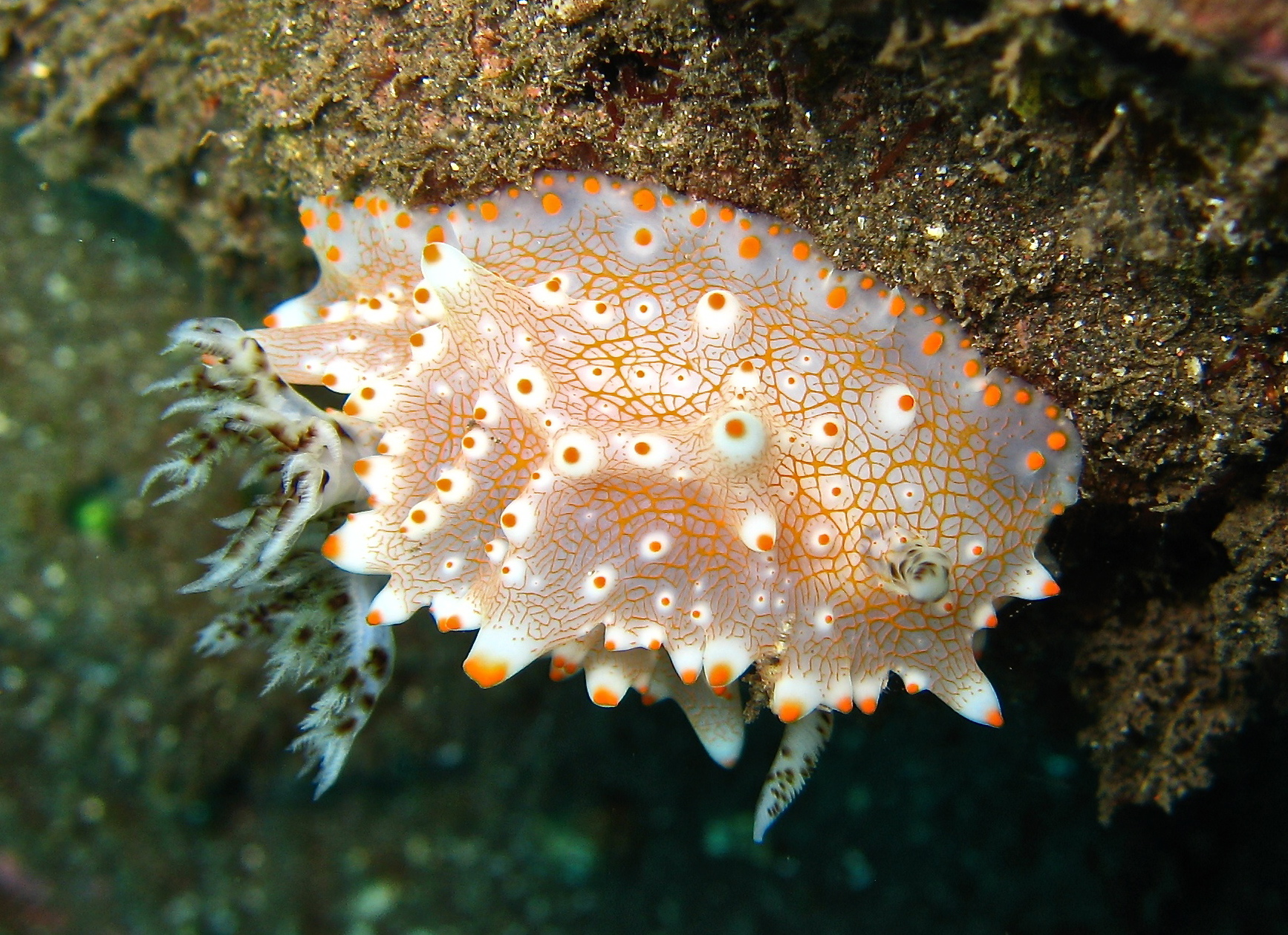
Halgerda batangas Discodorididae
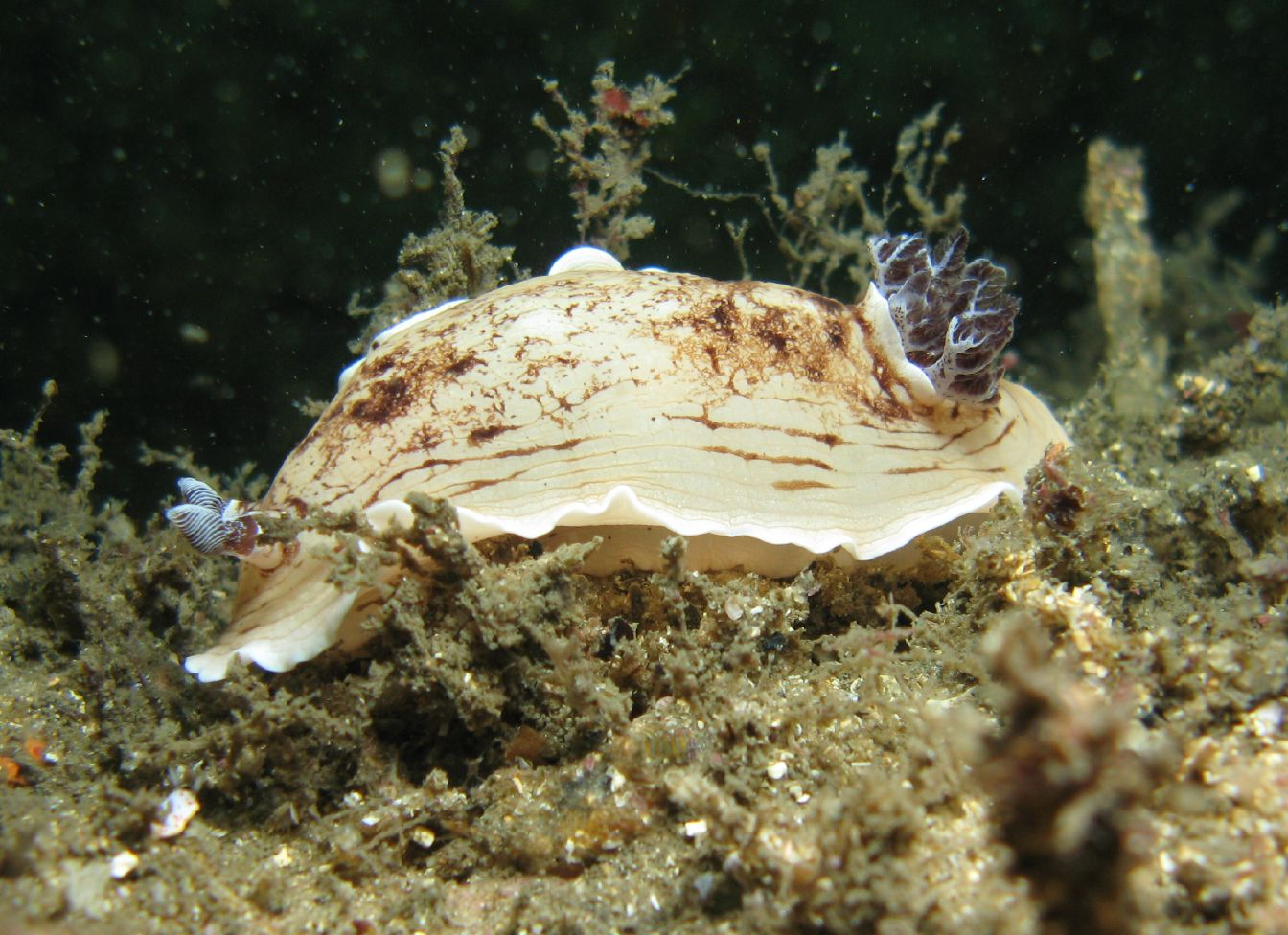
Aphelodoris varia Dorididae
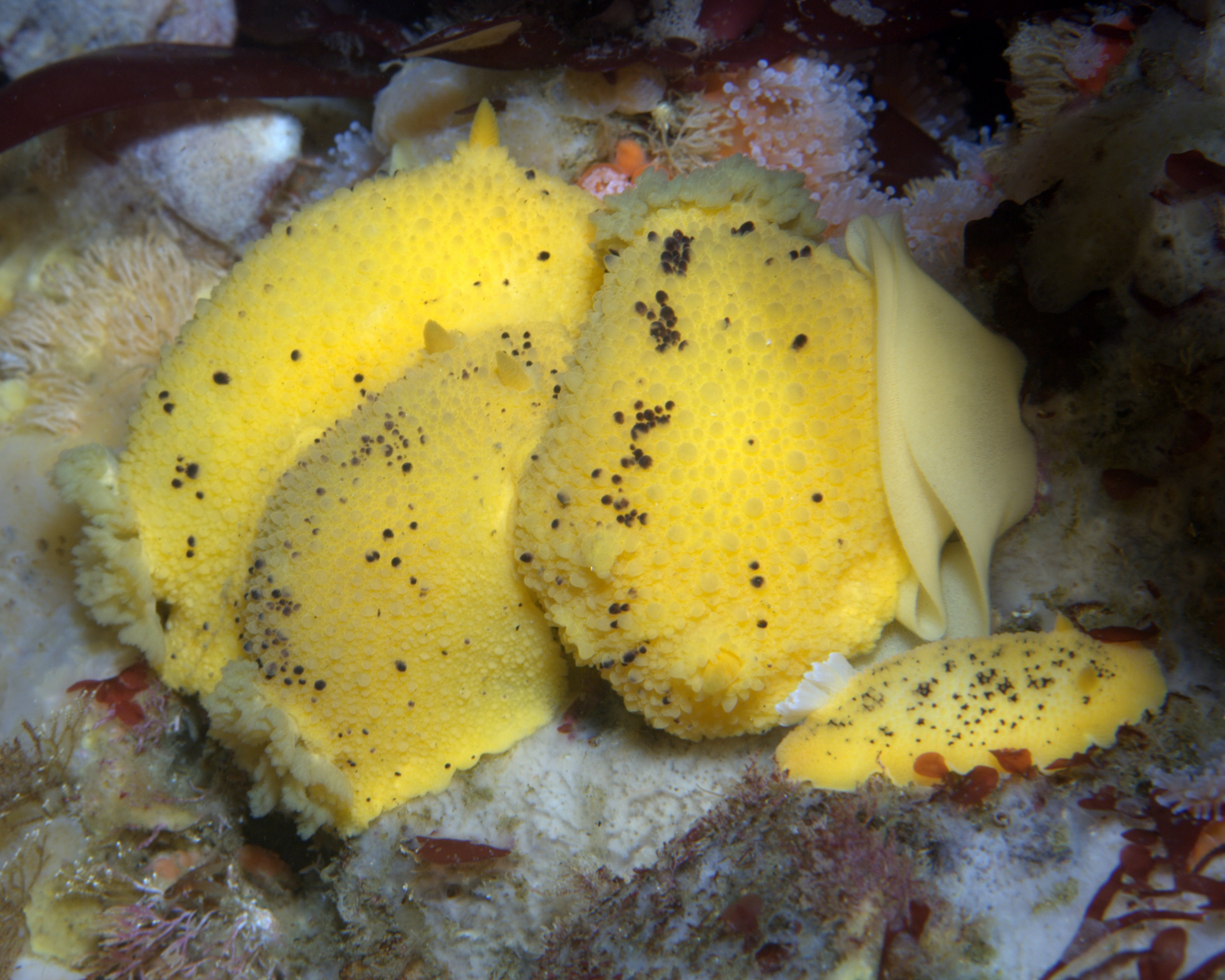
Doris montereyensis Dorididae